# Cristina Braga
Cristina Braga, née le 14 juillet 1966 à Rio de Janeiro, est une harpiste brésilienne connue internationalement. C'est la première artiste à enregistrer un disque de samba avec la harpe comme instrument de tête avec tous ses harmoniques. Elle joue de la harpe à pédales de 48 cordes.